# Юнус Машаріпов
Юнус Турапович Машаріпов (нар. 1964) — житель Сімферополя, громадянин України і Росії. Переслідується окупаційною владою Криму.

## Життєпис
Юнус Турапович Машаріпов народився в 1964 році, до арешту проживав в Ялті. Він має українське і російське громадянство. Одружений. У ЗМІ згадується як правозахисник. Сам Юнус Машаріпов говорив, що з 2014 року займався правозахисною діяльністю, «повідомляючи організаціям про порушення прав дітей, інвалідів, пенсіонерів».

## Кримінальне переслідування
27 вересня 2017 року Юнус Машаріпов був затриманий за підозрою у виготовленні та зберіганні вибухівки (ст. 223.1 і ст. 222.1 Кримінального Кодексу РФ). 29 вересня рішенням де-факто суду він був поміщений під варту. Згідно досьє правозахисного центру «Меморіал», ФСБ стверджує, що Юнус Машаріпов виготовив два саморобних вибухових пристрої, за допомогою яких планував підпалити ліс на території Ялти щоб дестабілізувати соціально-політичну обстановку в регіоні. Крім того, за версією ФСБ, Машаріпов незаконно придбав димний порох і зберігав його в гаражі.
Юнус Машаріпов визнав себе винним у перші дні попереднього слідства. У випуску новин російського телеканалу «Севінформбюро» говориться, що в листопаді 2016 року Машаріпов був завербований співробітниками СБУ через посередництво представника Меджлісу, а також було показано відео, на якому Машаріпов дає свідчення проти себе.
Пізніше Юнус Машаріпов неодноразово заявляв, що дав свідчення під тортурами. Радіо Свобода стверджує, що володіє текстом заяви Машаріпова, в якій він пише, що 27 вересня 2017 року на нього напали невідомі. Його побили, а потім доставили в будівлю управління ФСБ в Ялті. Там Машаріпова допитували про часті поїздки в Україну. Після цього його почали бити і катувати електричним струмом, в результаті чого він був змушений себе обмовити.
13 листопада 2018 року де-факто Ялтинський міський суд засудив Машаріпова до чотирьох років колонії, визнавши його винним за обома статтями. Згідно з «Меморіал», Машаріпов, ймовірно, уклав досудову угоду зі слідством.
За інформацією громадської організації КримSOS, лікарі Кримської Республіканської психіатричної лікарні визнали Машаріпова неосудним, в зв'язку з чим його адвокат повідомив, що розглядає можливість клопотати про проведення альтернативної або повторної психіатричної експертизи.
3 березня 2020 року де-факто Ялтинський міський суд виніс постанову про примусове поміщення Юнуса Машаріпова в психіатричну лікарню на стаціонарне лікування з інтенсивним спостереженням. За словами адвоката Машаріпова, Олексія Ладіна, захист має намір оскаржити постанову. 

Ладін стверджує, що звинувачення проти Машаріпова було сфабриковано співробітниками ФСБ. За словами адвоката, такі висновки можна зробити на підставі результатів вивчення матеріалів кримінальної справи: 
«Схема подібної фабрикації кримінальної справи вже давно обкатана і ясна: на вибухові речовини або вибухові елементи наносяться біологічний матеріал — ДНК обвинуваченого/підозрюваного і за результатами біологічної експертизи особа визнається винною.»  
Олексій Ладін стверджує, що Юнус Машаріпов в присутності адвоката відмовився представити зразки для біологічного дослідження, однак у вересні 2017 співробітники ФСБ вивезли Машаріпова в будівлю управління ФСБ, де заламали йому руки і насильно вилучили матеріал для проведення біологічної експертизи. Пізніше ДНК Машаріпова була знайдена на вилучених в рамках кримінальної справи вибухових речовинах. Адвокат клопотав про визнання недійсними актів про отримання зразків для порівняльного дослідження і самої експертизи.

Олексій Ладін також стверджує, що знайдені представниками ФСБ схованки з боєприпасами могли бути організовані ними самими: 
«В процесі вилучення не було ніякого оточення, заходів безпеки не було вжито. Разом з якимись представниками громадськості розкрили двері гаража болгаркою; в лісі виявили схрон; без Машаріпова.»
За інформацією КримSOS, під час допиту адвокатом, співробітник ФСБ не зміг пояснити, звідки йому було відомо про місця знаходження схованок і про їх належність Машаріпову.
Правозахисний центр «Меморіал» заявляє, що в кримінальній справі проти Машаріпова є «ознаки політичної мотивації і порушення закону».